# El Coronil
El Coronil er en by og kommune i det sydlige Spanien i provinsen Sevilla. Den har et indbyggertal på 4.697 (2024) indbyggere.